# Picknicktafels Venserpolder
Picknicktafels Venserpolder is een project in Amsterdam-Zuidoost.
De wijk Amsterdam Zuidoost wordt gekenmerkt door veel beton en steen. In 2018/2019 werd er in opdracht van de gemeente Amsterdam in sommige delen van dat stadsdelen gewerkt aan een vrolijker uiterlijk. Bureau Playground werkte samen met buurtbewoners uit de wijk (met name Venserpolder) het plan uit. Zo ontstond aan de Agatha Christiesingel een picknickplaats met fleurige picknicktafel in felle kleuren. Een van de banken heeft naast het samenbrengen van buurtbewoners (een aantal tafels heeft als imprint een beginvraag) een apart doel. Die blauwe picknicktafel is zo groot (XXL), dat elke volwassene er zich weer even kind kan voelen. Vanaf de tafels heeft men uitkijk op Maria Planeta Citta van Evert van Kooten Niekerk.
Playground werkte ook mee aan het inkleuren van de Drostenburgbrug en Daalwijkbrug. 

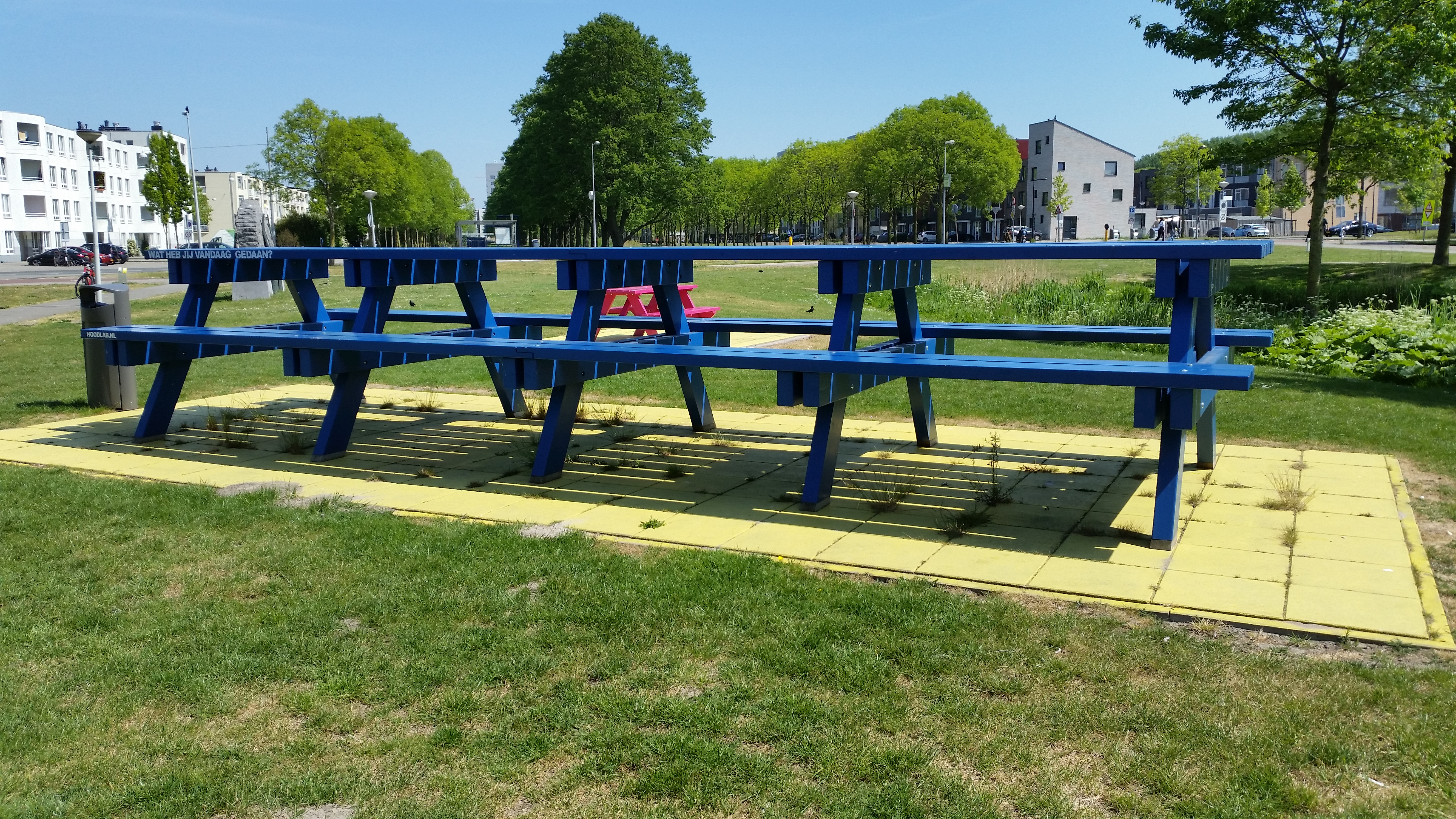
Tafel XXL (mei 2020)